# The Blood of Fu Manchu
The Blood of Fu Manchu è un film del 1968 diretto da Jesús Franco, con Christopher Lee nel ruolo del protagonista.
È il quarto dei cinque film dedicati al personaggio del diabolico dottor Fu Manchu, ideato da Sax Rohmer, prodotti da Harry Alan Towers e interpretati da Christopher Lee fra il 1965 e il 1968.

## Trama
Il malvagio Fu Manchu scopre, in una remota città della giungla amazzonica, un micidiale veleno iniettato da serpenti che colpisce solo gli uomini, nei quali provoca prima cecità e dopo sei settimane la morte. Invece le donne che ne sono morse diventano un pericoloso vettore del veleno attraverso un bacio, il cosiddetto bacio della morte. 
Pianifica così un piano criminale che consiste nel preparare milioni di dosi di veleno così da diffonderle nelle principali città e capitali per ottenere così il dominio del mondo.

## Titoli alternativi
- Fu Manchú y el beso de la muerte (Spagna)
- Der Todeskuß des Dr. Fu Man Chu (Germania)
- Kiss and Kill (USA)
- Against all Odds (USA)
- Fu Manchu et le Baiser de la Mort (Francia)

## Edizioni in DVD
The Blood of Fu Manchu è stato pubblicato in DVD negli Stati Uniti da Blue Underground e in Spagna da Manga Films. L'edizione americana è integrale e presenta il film nel formato in cui fu proiettato nelle sale (1.66:1). L'edizione spagnola, leggermente tagliata e inferiore quanto a definizione dell'immagine, presenta il film nel formato in cui fu girato per essere trasmesso in televisione (1.33:1).
In Italia, dopo essere stato trasmesso dalle reti Mediaset per la prima volta doppiato in italiano, è stato pubblicato in DVD dalla Medusa Home Entertainment e dalla Sirio Video nel gennaio 2005, con il titolo Blood of Fu Manchu, includendo anche la traccia originale.